# ريدج ريسر أكسيسليتد
ريدج ريسر (بالإنجليزية: Ridge Racer Accelerated)‏، هي لعبة فيديو إلكترونية من نوع سباقات السيارات، صدرت اللعبة في متجر آي أو إس الإلكترونية سنة 2009، من تطوير ونشر بانداي نتوركس اليابانية.